# Traité de l'OMPI sur le droit d'auteur
- États-parties à la convention (signé et ratifié)
- Pays membres de l'U.E. signataires avec l'Union
- Ratifié mais pas encore en force
- Signé mais pas encore ratifié
- Non signé, non ratifié

 Voir le traité sur Wikisource
Le Traité de l’OMPI sur le droit d'auteur (WCT) est un traité international sur le droit de propriété intellectuelle adopté par les États membres de l'Organisation Mondiale de la Proprieté Intellectuelle en 1996. Il fournit des protections supplémentaires sur le thème des droits d'auteur pour répondre aux progrès des nouvelles technologies de l'information depuis la formation de précédents traités sur le droit d 'auteur avant lui. En août 2023, le traité compte 115 parties contractantes. Le traité sur les performances et les phonogrammes de la WIPO (WPPT) et le WCT sont ensemble appelés les traités «Internet» de l'OMPI.

## Histoire
Au cours des premières étapes des négociations, le WCT était considéré comme un protocole de la Convention de Berne, constituant une mise à jour de cet accord depuis la Conférence de Stockholm de 1971. Cependant, comme une modification de la Convention de Berne nécessitait le consentement unanime de toutes les parties, le CWC a été conçu comme un traité supplémentaire qui complétait la Convention de Berne. L’échec des négociations autour de l'extension de la Convention de Berne au cours des années 1980 a vu le transfert du forum au GATT, résultant dans l'accord sur les ADPIC,. Ainsi, la nature de tout traité sur le droit d'auteur de L'Organisation mondiale de la propriété intellectuelle est devenue considérablement plus étroite, se limitant à relever les défis posés par les technologies numériques.

## Protection accordée par le traité
Le WCT souligne la nature incitative de la protection du droit d'auteur, affirmant son importance pour les efforts créatifs. Elle veille à ce que les programmes informatiques soient protégés en tant qu'œuvres littéraires (article 4), et à ce que l'organisation et la sélection du matériel dans les bases de données soient protégées (article 5). Elle confère aux auteurs d'œuvres un contrôle sur leur location et leur distribution, conformément aux articles 6 à 8, qu'ils ne peuvent avoir que dans le cadre de la Convention de Berne. Elle interdit également le contournement des mesures technologiques de protection des œuvres (article 11) et la modification non autorisée des informations relatives à la gestion des droits contenues dans les œuvres (article 12).
Le traité a été critiqué pour son caractère trop large (par exemple en interdisant la contournement des mesures de protection technique, même si ce contournement est utilisé dans le but de garantir des droits d'utilisation légaux et équitables) et pour avoir appliqué une approche identique à tous les pays signataires, malgré leurs étapes de développement économique et de l'industrie de la connaissance très variables.

## Mise en œuvre
Le traité sur le droit d'auteur de l'OMPI est appliqué dans le droit des États-Unis d’Amérique par la loi sur le droit de l'auteur du millénaire numérique (DMCA).
Par la décision 2000/278/CE du 16 mars 2000, le Conseil de l'Union européenne a approuvé le traité au nom de la Communauté européenne. Les Directives de l'Union européenne qui couvrent largement l'objet du traité sont: la Directive 91/250/CE, créant une protection du droit d'auteur pour les logiciels; la Directive 96/9/CE, créant une protection des bases de données; et la Directive 2001/29/CE, interdisant les dispositifs permettant de contourner les "mesures de protection technique", telles que la gestion des droits numériques (également appelée DRM).